# 拓跋忠
拓跋忠（436年—480年8月1日），字仙德，追尊魏昭成帝拓跋什翼犍玄孙，征西大将军、三都坐大官、常山康王拓跋素之子，北魏宗室、官员。

## 生平
拓跋忠年轻时沉稳朴实，以忠诚谨慎闻名。魏孝文帝元宏时，拓跋忠屡次升迁至右仆射，赐爵为城阳公，加侍中、镇西将军，有辅佐的勤劳，百官都尊敬他。太和四年，拓跋忠因为病重辞职，在高柳养病。魏孝文帝亲自送他到都门外，赐予各种丝织品二百匹，同僚侍臣与他握手告别的人，没有不流泪的。太和四年岁次庚申七月乙未朔十日甲辰（480年8月1日），拓跋忠去世，虚岁四十五，魏孝文帝与百官都为他怜悯哀悼，谥号宣，魏孝文帝命令有关部门委托立碑刻铭。拓跋忠葬于白登山之南脚下，其墓志名为《魏故城阳宣王墓志》，藏于大同西京文化博物馆。

## 家庭

### 高祖
- 拓跋什翼犍，北魏昭成皇帝[3]

### 祖父
- 拓跋遵，北魏丞相、常山王[3]

### 父亲
- 拓跋素，北魏征西大将军、三都坐大官、常山康王[3]

### 兄弟
- 拓跋可悉陵，北魏中军都将、暨阳子
- 拓跋陪斤，北魏常山简王
- 元德，北魏镇南将军、河间简公
- 元赞，北魏卫将军、左仆射、晋阳肃伯
- 拓跋货毅，北魏内三郎
- 元菩萨，北魏赵郡王
- 元淑，北魏使持节、平北将军、肆朔燕三州刺史，都督柔玄御夷怀荒三镇二道诸军事、平城镇将

### 夫人
- 司马妙玉，东晋谯王司马休之的孙女，司马文思之女，景明五年岁次甲申正月戊申朔十四日辛酉（504年2月14日）在洛阳清明里去世，虚岁五十六，追赠温县君，当年十一月甲辰朔六日己酉（504年11月28日），合葬于白登山南脚拓跋忠之墓[3]

### 儿子
拓跋忠有十七个儿子，可考者三人
- 元盛，北魏谒者仆射、城阳公
- 元寿兴，北魏徐州刺史
- 元益生，早逝